# Зорино (Амурская область)
Зо́рино — село в Октябрьском районе Амурской области России. Входит в состав Екатеринославского сельсовета.

## География
Село Зорино стоит на левом берегу реки Ивановка (левый приток Зеи), примерно в 20 км ниже села Екатеринославка.
Дорога к селу Зорино идёт на запад от районного центра Октябрьского района села Екатеринославка (через посёлок Южный), расстояние — около 22 км.

## Население
| 2002 | 2010 | 2012 | 2013 | 2014 | 2015 | 2016 |
| ---- | ---- | ---- | ---- | ---- | ---- | ---- |
| 15   | ↘5   | →5   | →5   | →5   | ↘2   | ↘1   |
| 2017 | 2018 | 2021 |      |      |      |      |
| ↘0   | →0   | →0   |      |      |      |      |

## Экономика
Жители занимаются сельским хозяйством.

## Инфраструктура
На территории села располагается фермерское хозяйство по разведению лошадей.

## Памятники истории и культуры
- Памятник павшим войнам односельчанам, на фронтах великой отечественной войны.